# Kirche Noordbroek

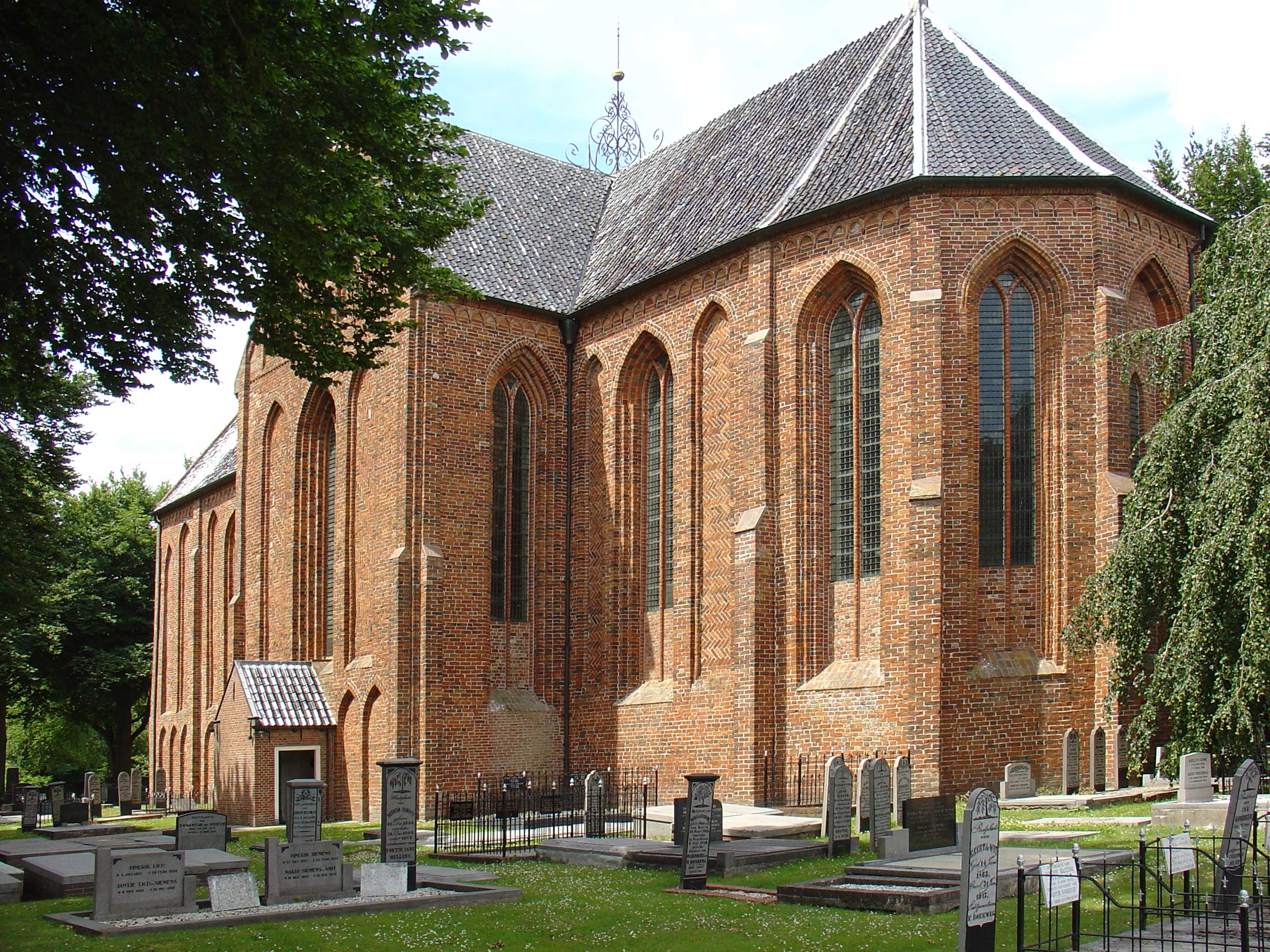
Kirche Noordbroek

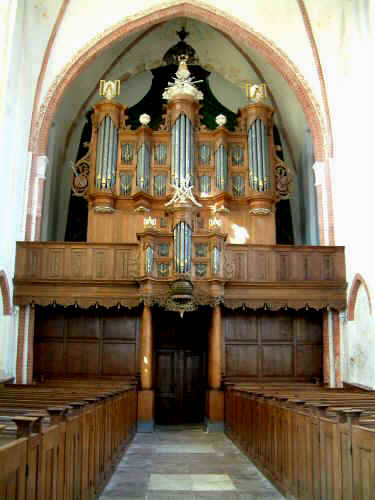
Orgel

Die Kirche Noordbroek (niederländisch Kerk van Noordbroek) ist einer der Höhepunkte der spätromanisch-frühgotischen Architektur im Ortsteil Noordbroek der Gemeinde Menterwolde in der Provinz Groningen. Das Kirchengebäude, eine kreuzförmige Kirche, wurde im ersten Viertel des 14. Jahrhunderts erbaut. Der einzeln stehende romanische Turm (Spitzname: Olle Dodde – „altes, dickes und schwerfälliges Ding“) ist möglicherweise etwas älter; der Turm hat ein Satteldach. Beide sind im Laufe der Jahrhunderte nur geringfügig verändert worden. Es ist anzunehmen, dass die heutige Form etwa den ursprünglichen Intentionen entspricht.
Die Kirche ist einem unbekannten Heiligen gewidmet, vielleicht einem der Mitglieder der Thebaischen Legion. Das Siegel aus dem 17. Jahrhundert zeigt einen Krieger mit flatterndem Mantel, der in der linken Hand ein Bild einer Kirche hält, in der rechten Hand eine Lanze oder ein Banner.
Die Kirche von Noordbroek gehört zur Protestantischen Kirche der Niederlande (früher zur Niederländischen Reformierten Kirche, die in der PKN aufging). Auf Wunsch kann die Kirche besichtigt oder eine Führung organisiert werden.

## Malereien

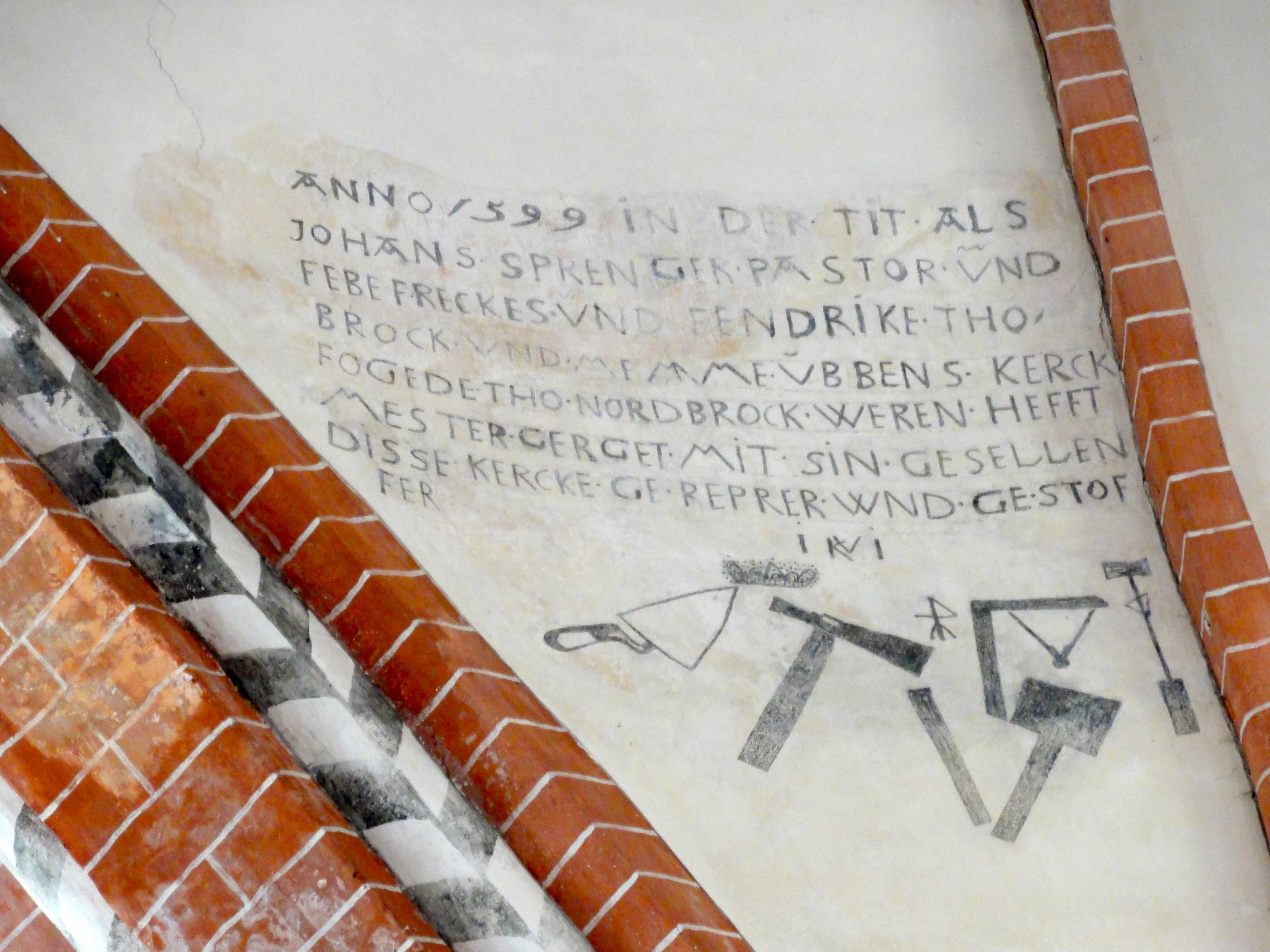
Inschrift zur Erneuerung der Kirche im Jahr 1599

Die Kirche weist mittelalterliche Wand- und Gewölbemalereien auf. Die Gemälde in der Kirche von Noordbroek sind ein Beispiel dafür, wie Themen aus dem Alten und Neuen Testament im Mittelalter miteinander verbunden wurden. So wurden beispielsweise der Sündenfall (links) und die Taufe Jesu im Jordan (rechts) einander gegenübergestellt. Die nördliche (linke) Seite symbolisierte das Negative und die südliche (rechte) Seite das Positive. Eine weitere häufig gemalte Szene ist das Jüngste Gericht. In der Kirche von Noordbroek ist diese Szene als eine Art Bildergeschichte dargestellt. Die Auferstehung der Toten, Maria und Johannes der Täufer als Fürsprecher, Christus als Richter, Hölle und Himmel werden in separaten Bildern festgehalten. Auch das Bild des Christophorus, der das Jesuskind über den Fluss trägt, ist in dieser Kirche detailliert dargestellt, darunter ein angelnder Junge am Ufer des Flusses. Die Malereien in der Kirche sind seit mehreren Jahrhunderten von einer Schicht Tünche bedeckt. Nach Restaurierungsarbeiten im 20. Jahrhundert tauchten sie wieder auf. Bei der Entfernung der Kreideschicht kam ein Text zum Vorschein, aus dem hervorgeht, dass die Kirche im Jahr 1599 von Meister Gerget und seinen Gefährten umfassend restauriert wurde, und die von ihnen verwendeten Werkzeuge sind bei diesem Text abgebildet. Die Reparaturen fanden statt, als Johannes Sprenger der Pastor von Noordbroek war. Er war der erste offizielle Prediger der Kirche nach der Reformation von 1597 bis 1599.

## Arp-Schnitger-Orgel und Kanzel
Die Arp-Schnitger-Orgel von 1696 wird regelmäßig gespielt. Die Orgelbauer Albertus Antonius Hinsz und Heinrich Hermann Freytag arbeiteten 1768 und 1809 an der Orgel. Die Kanzel und der Taufstein stammen aus dem Jahr 1757 und wurden nach dem Entwurf von W.E. Struve gefertigt.

## Drohende Schließung
Im Jahr 1967 hing das Schicksal der Kirche am seidenen Faden. Es waren Unterhaltskosten in Höhe von 355 000 Gulden erforderlich, von denen die damalige Gemeinde Oosterbroek 106.500 Gulden beisteuern sollte. Die Parteien PvdA und PSP im Stadtrat waren der Meinung, dass dies viel zu teuer sei. Es gebe bereits eine monumentale Kirche (die Petruskerk (Zuidbroek)), und die Einwohner von Noordbroek sollten dorthin gehen. Es wurde argumentiert, dass das Geld besser für den Bau eines Schwimmbads oder zur Bekämpfung der Arbeitslosigkeit verwendet werden sollte. Da der Antrag auf Gewährung eines Zuschusses Gefahr lief, abgelehnt zu werden, beschloss der Gemeinderat, ihn zu verschieben. Es folgte ein heftiger Briefwechsel über die Subvention in den Groninger Zeitungen. In der nächsten Ratssitzung beschloss schließlich eine knappe Mehrheit des Rates (VVD, ARP, CHU und zwei Mitglieder der Arbeiterpartei), den Zuschuss doch zu gewähren. Unter den Gegenstimmen waren alle PSP-Mitglieder und die Mehrheit der PvdA-Mitglieder.

## Wandmalereien

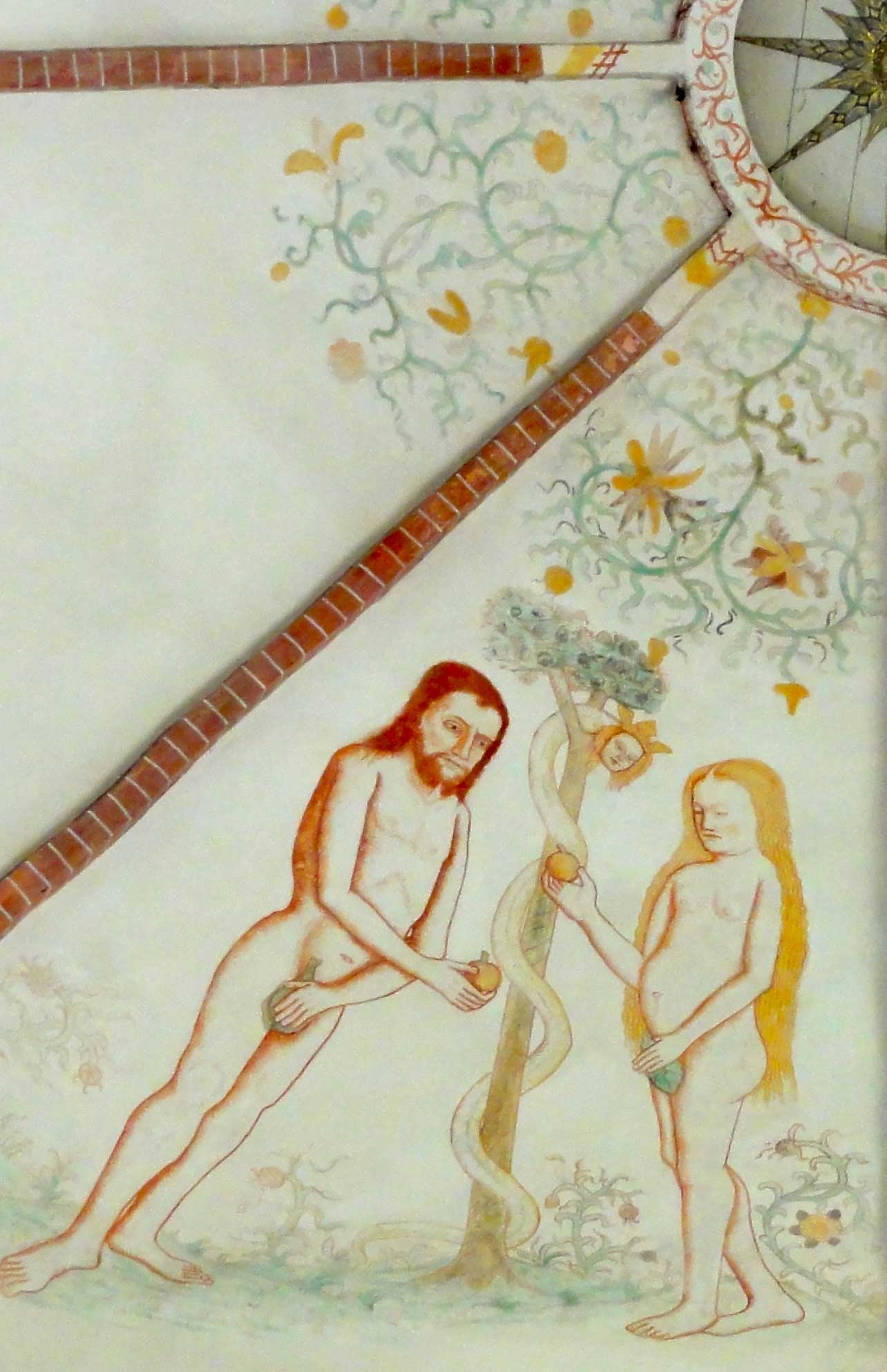
Der Sündenfall (Adam und Eva)
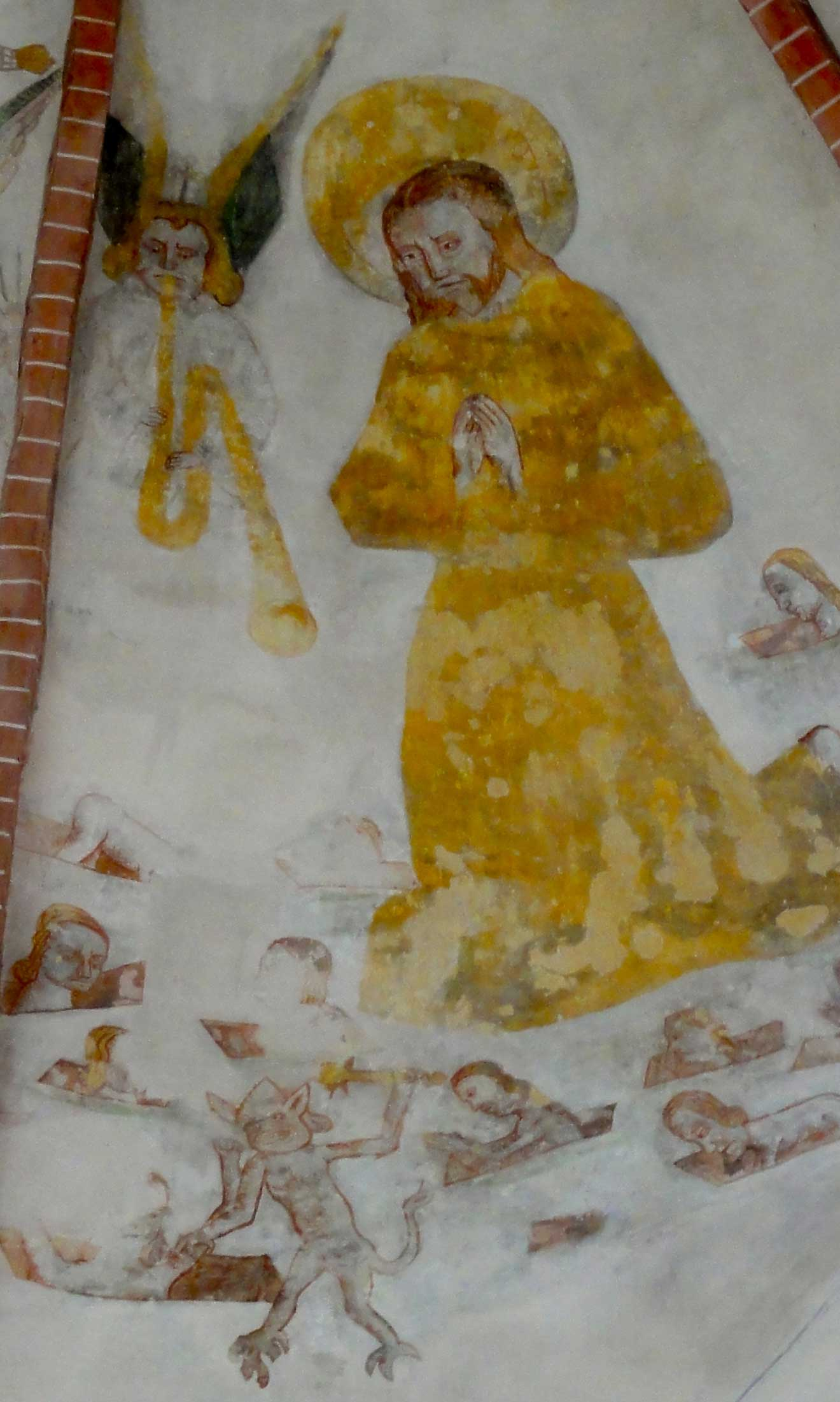
Das Jüngste Gericht (Detail mit Johannes)
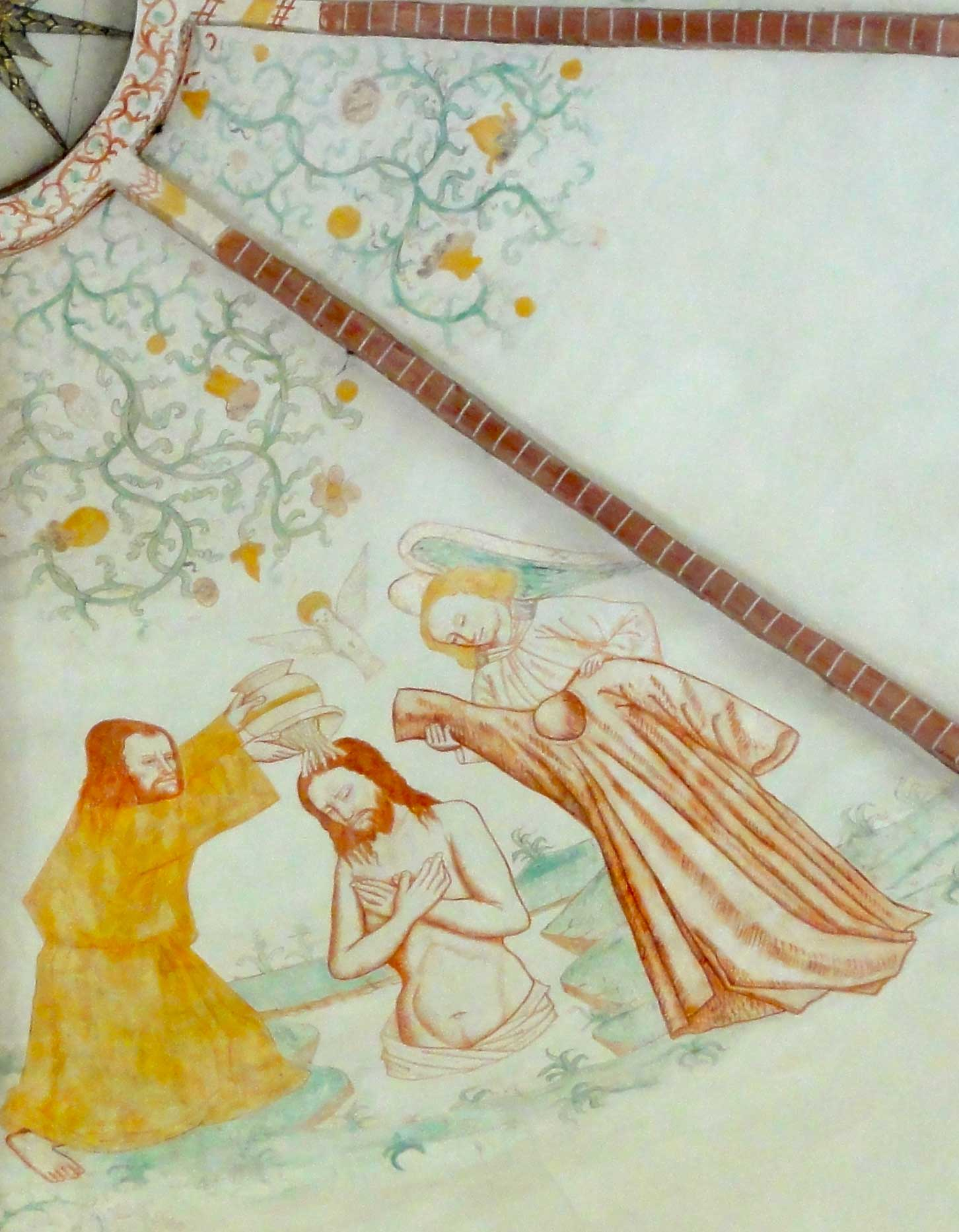
Taufe von Jesus durch Johannes den Täufer
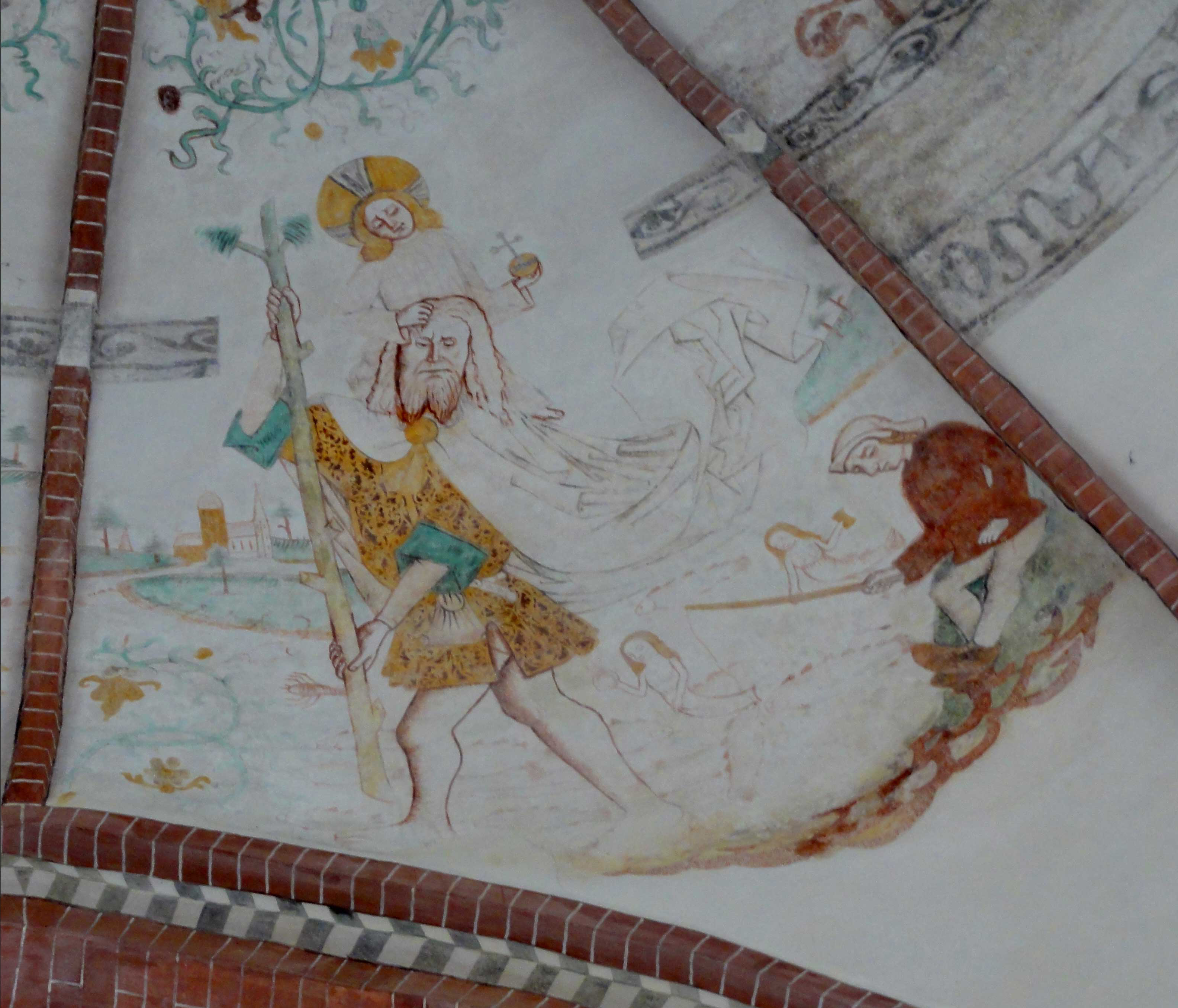
Heiliger Christophorus
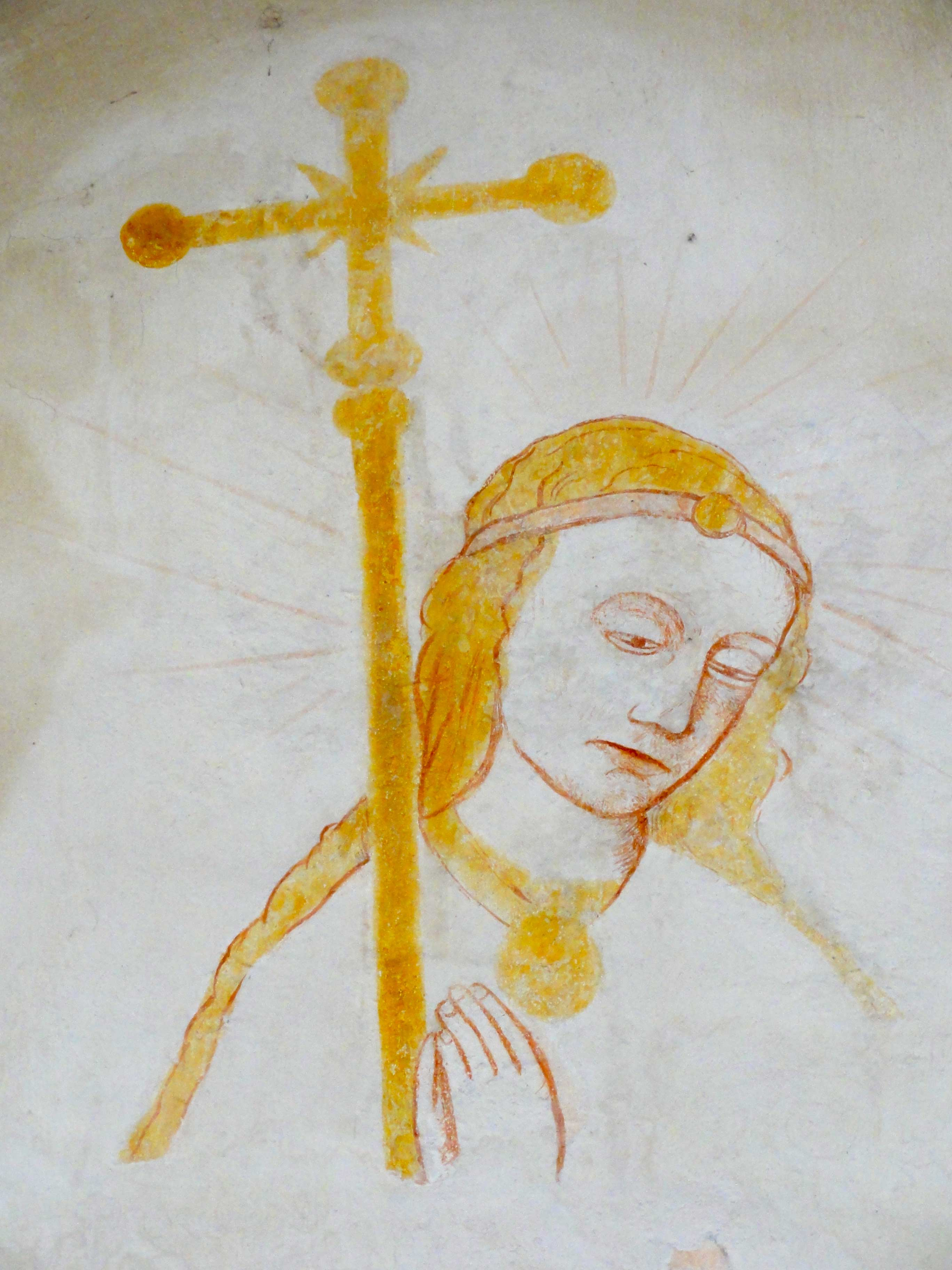
Heilige Margarete